# Vajai Vay-várkert
A Szabolcs-Szatmár-Bereg vármegyei Vaja várkastélya körüli 7,1 hektáros park 2010 óta helyi védettséget élvező természetvédelmi terület. A szabadon látogatható park növényállományában számos ritkaság található.

## A vár története
A vár a 15. század elején épült reneszánsz stílusban, majd a 17. században átépítették. A vár és a környék ura a Vay család volt.
1711. április 30-án a várkastélyban kötötték meg a Rákóczi-szabadságharcot lezáró Szatmári békét. Korábban két alkalommal maga II. Rákóczi Ferenc is megfordult falai között. Második látogatásakor itt találkozott Pálffy János horvát bánnal, a labanc hadak fővezérével, aki megpróbálta rávenni Rákóczit a császár előtti behódolásra, amit ő elutasított.

## A kastélypark története
A vajai várkastélyt körülvevő erdők állományából a tulajdonos, Vay Ádám gróf 1882-ben alakíttatott ki egy angol mintát követő tájképi kertet. Ennek a parknak a nagy része napjainkra elpusztult, de a fennmaradt növényállományban is találhatók ritkaságok.
A várat a közelmúltban újították fel. Az épület előtti részt újraparkosították, a nagyrészt kipusztult örökzöldeket is pótolták. A park elpusztult fái és bokrai helyett újakat ültettek, közöttük sétányokat, pihenőhelyeket alakítottak ki. Itt kapott helyet a Rákóczi-szabadságharc hőseit bemutató szoborkert is.

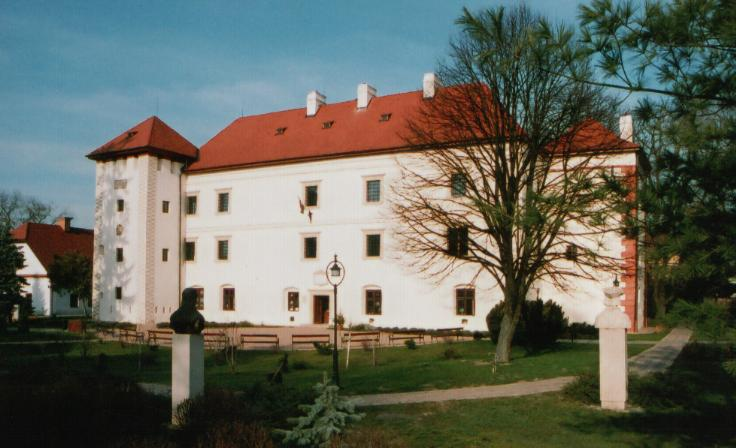
A vár és a körülötte levő park részlete

A régi várkert fái közül az eltelt évek viszontagságai ellenére máig fennmaradt több említésre méltó famatuzsálem, amelyek közül a legismertebb a vártól északkeletre álló 3 méternél is nagyobb körméretű Keleti platán (Platanus orientalis). A vár mögött vadgesztenyék termetes példányai állnak. A vártól keletre hatalmas hársak és ostorfák nagyra nőtt példányai és közönséges pagodafák, tőlük kissé keletre pedig termetes, öreg szivarfák és még ezeknél is öregebb, nagy termetű nyárfák, köztük szürke- és fehér nyárak állnak.
A várkert közepén sportpálya van, előtte hatalmas lepényfákat találni, mögötte pedig a kőrisek különféle változatai (magyar, amerikai, virágos), juharok, a ritkaságszámba menő vasfa, öreg, viharvert tölgyek (köztük piramistölgy), egy magányos, égre meredező fekete nyár, szürke és fehér nyárak, ostorfák, kecskefűz és a mindenhol teret nyerő akác váltakoznak egymással.
A dús aljnövényzet közül a park öreg fáira az elhagyottabb részeken borostyán kúszik fel, egészen a lombkoronáig, ahol számtalan madárfaj talált otthonra.
A park egykori bokraiból mára ugyan nem sok maradt, de itt-ott még fellelhető egy-egy jezsámen és orgonabokor is, többségben vannak azonban a fekete bodza, a veresgyűrű som, a kecskerágó és az elvadult fagyal bokrai. A lágyszárúak közül vérehulló fecskefű, nagy csalán, kerek repkény, sédkender és egy páfrányfajta található a parkban.

## A park növényei (galéria)

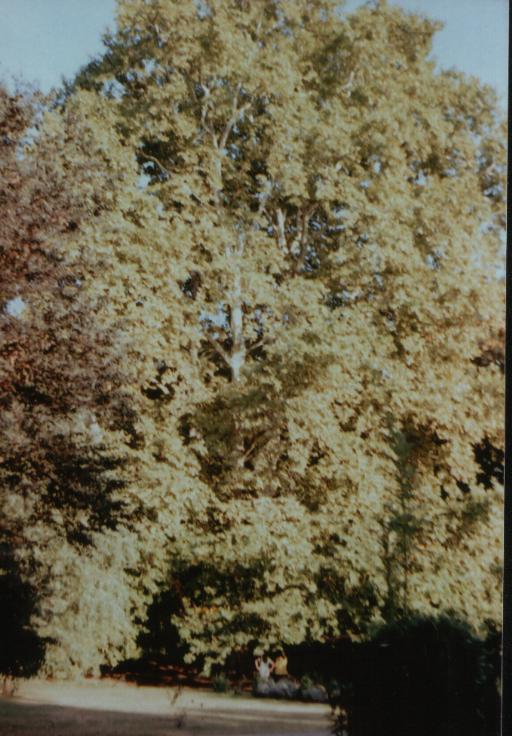
Az öreg platán a várkertben
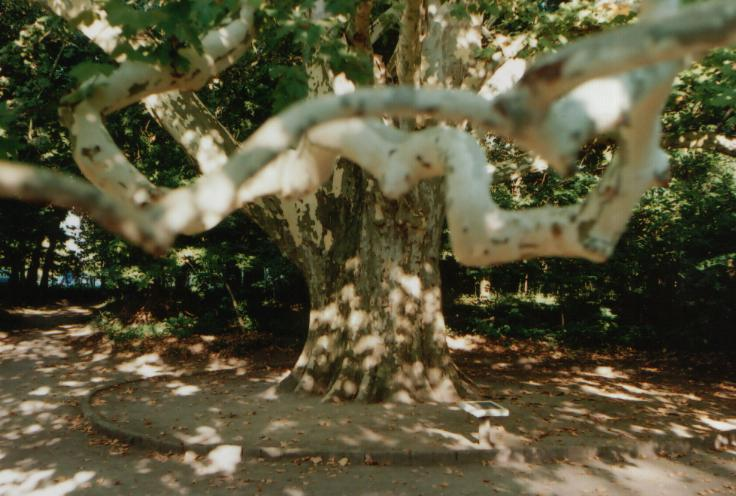
Az öreg platán a várkertben
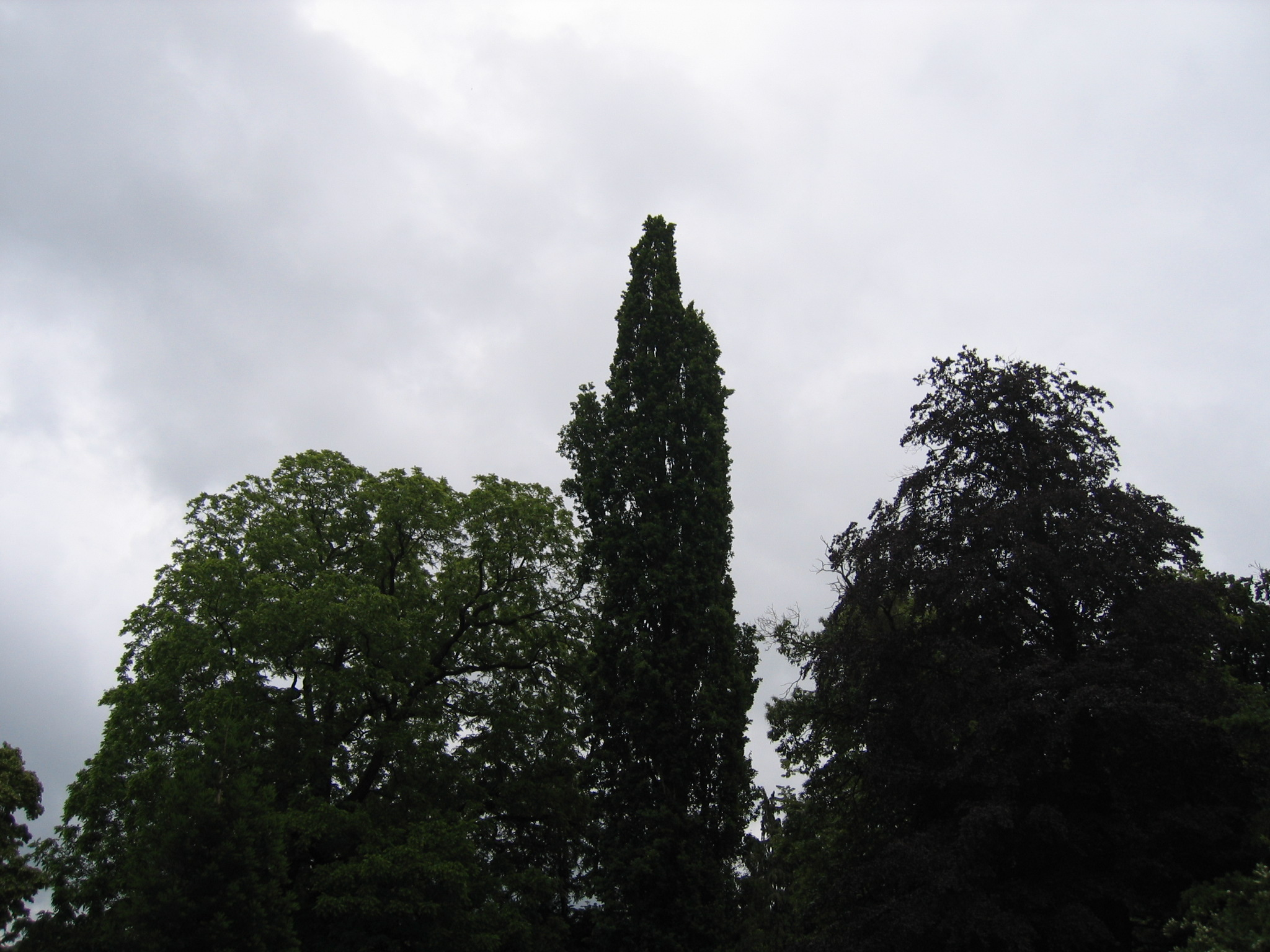
Piramistölgy (Quercus robur Fastigata)
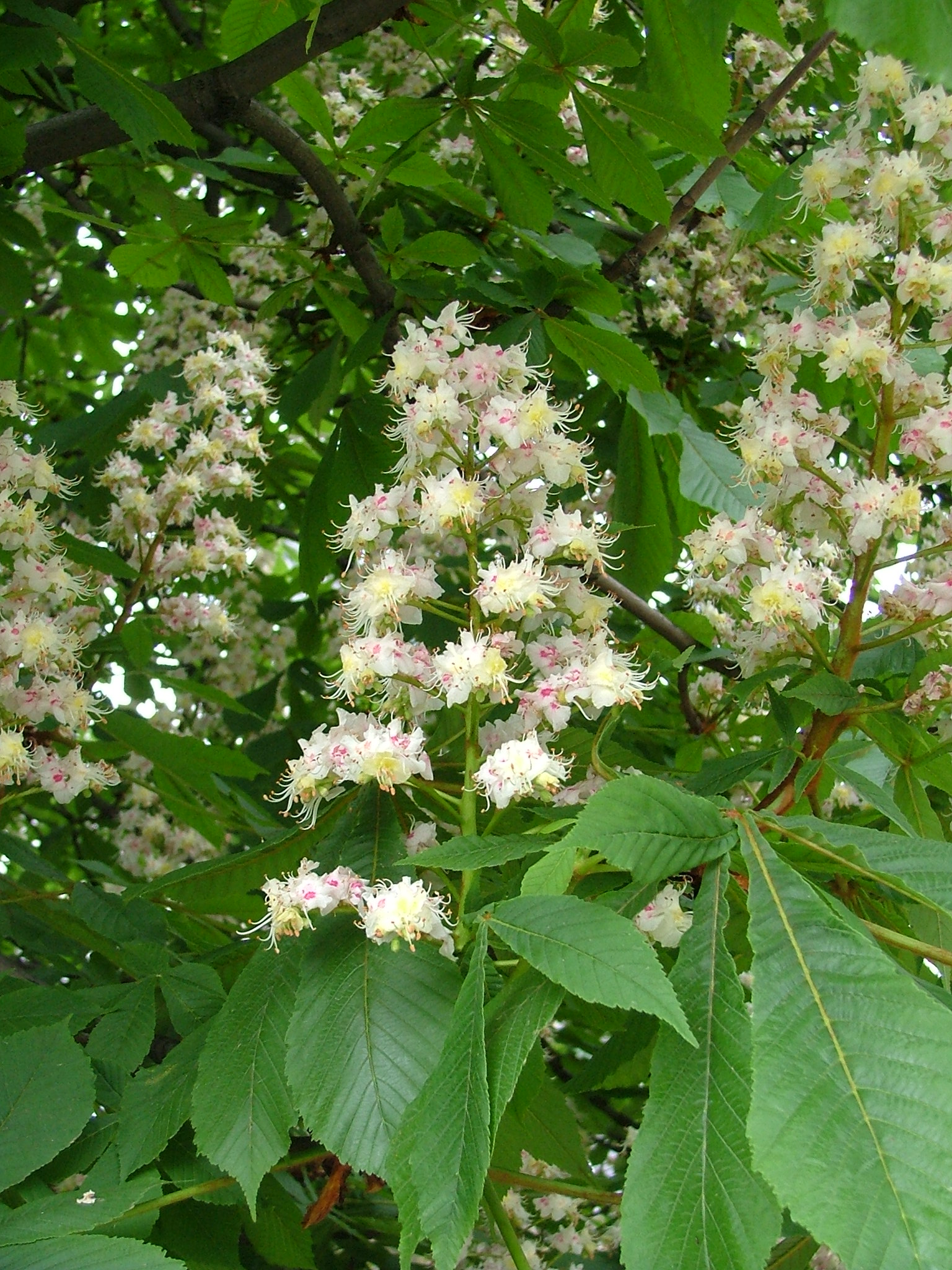
Balkáni vadgesztenye virága
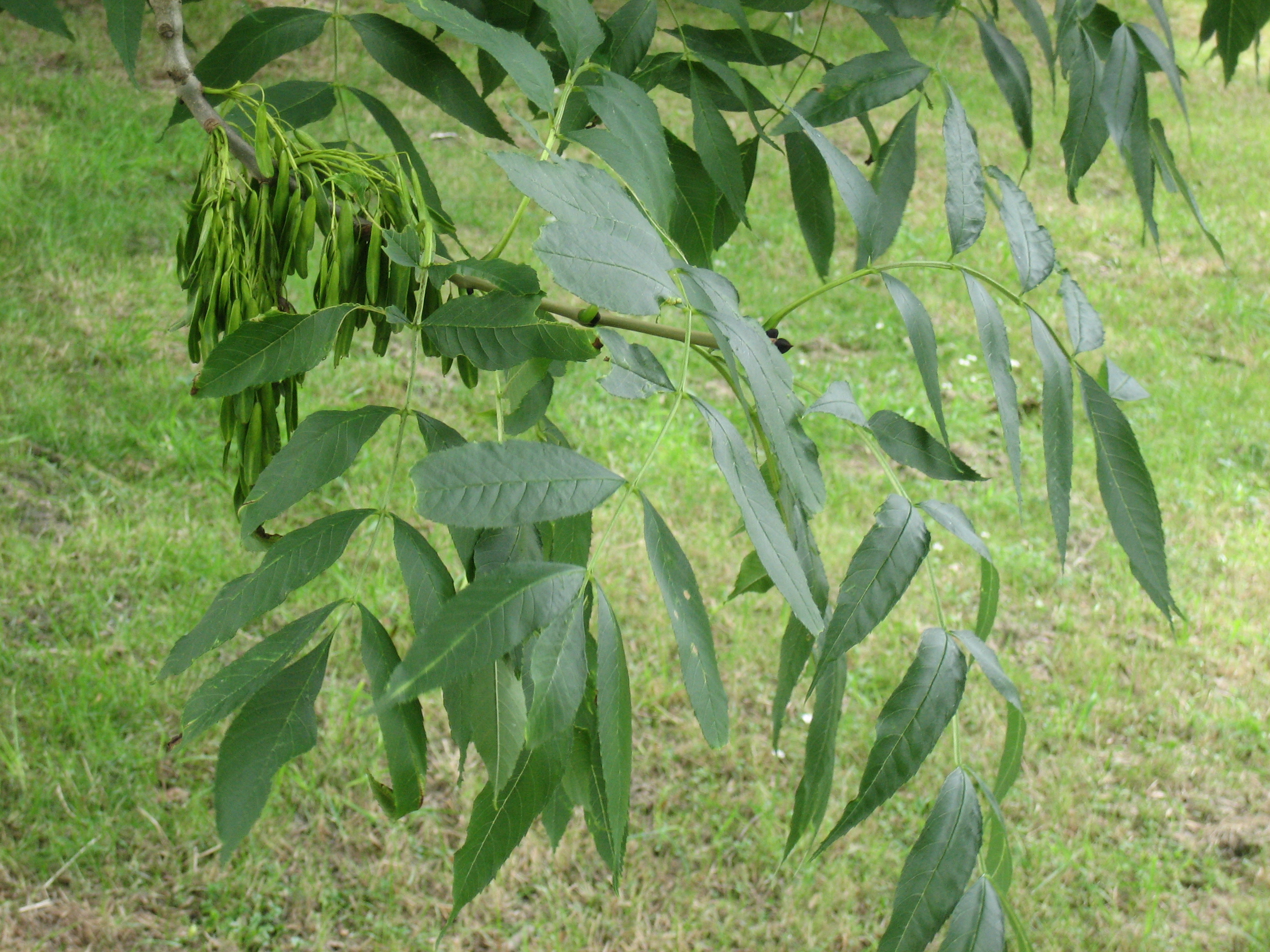
Egylevelű kőris (Fraxinus excelsior)
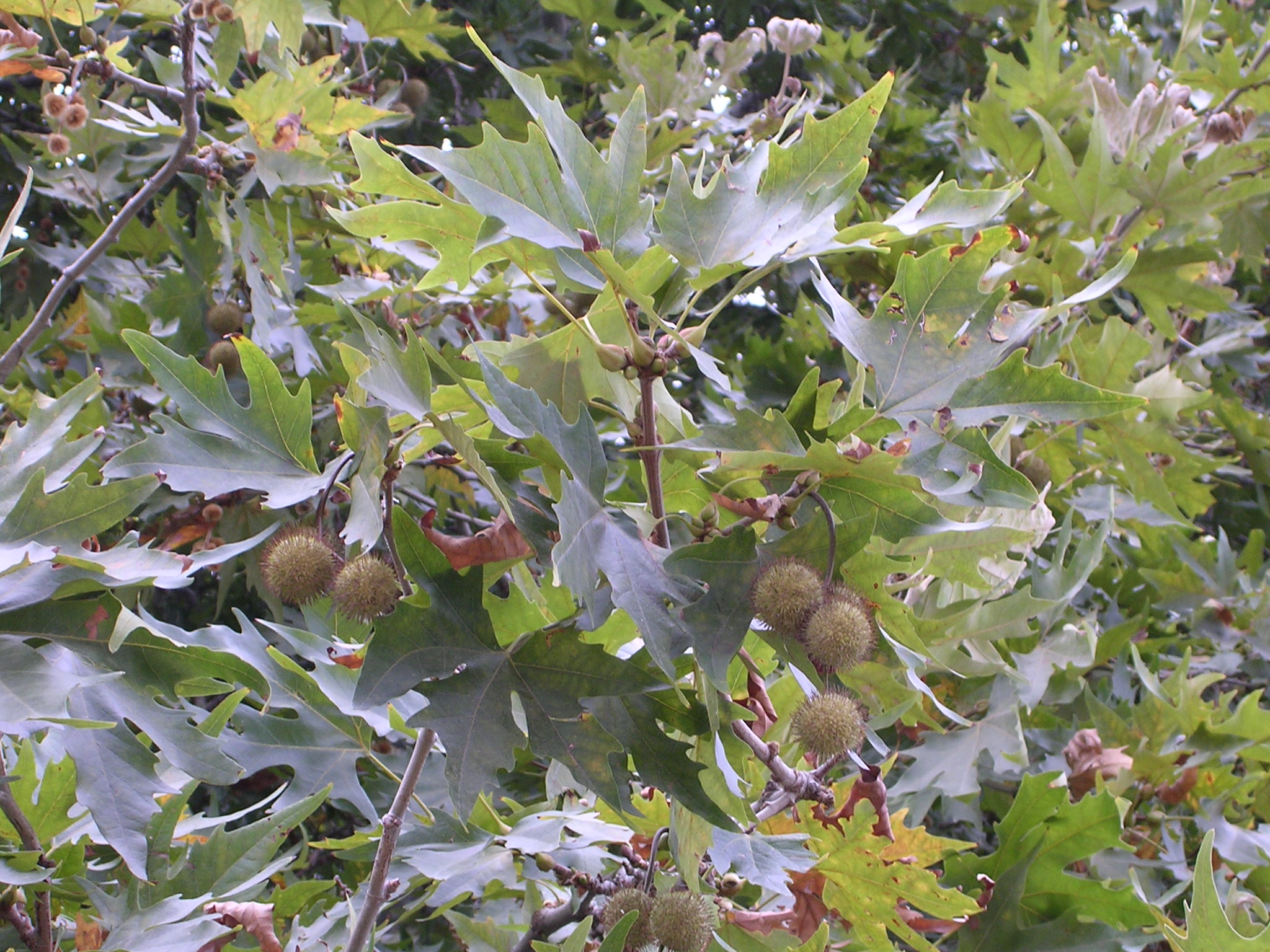
Keleti platán (Platanus orientalis)
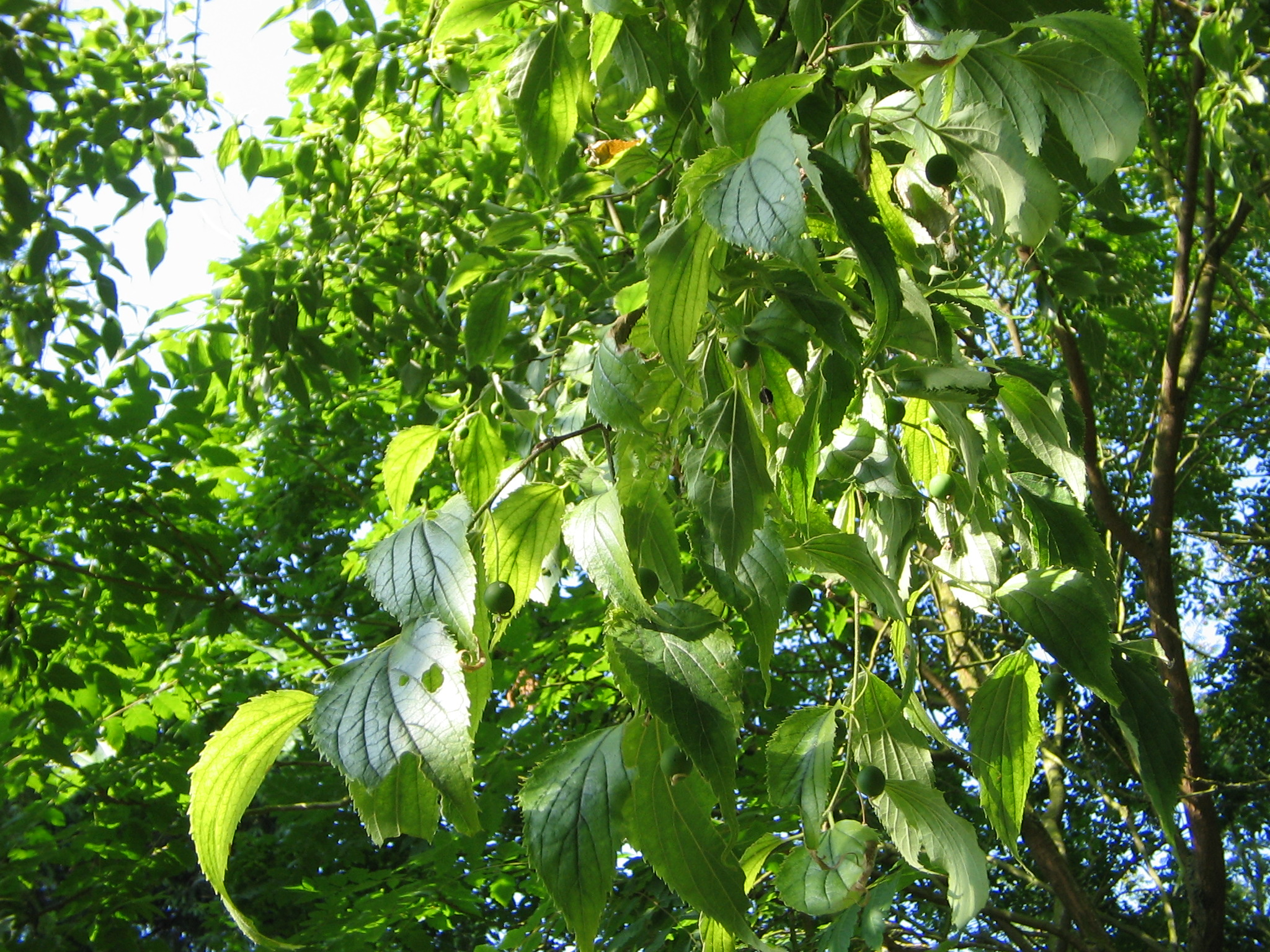
Déli ostorfa (Celtis australis)
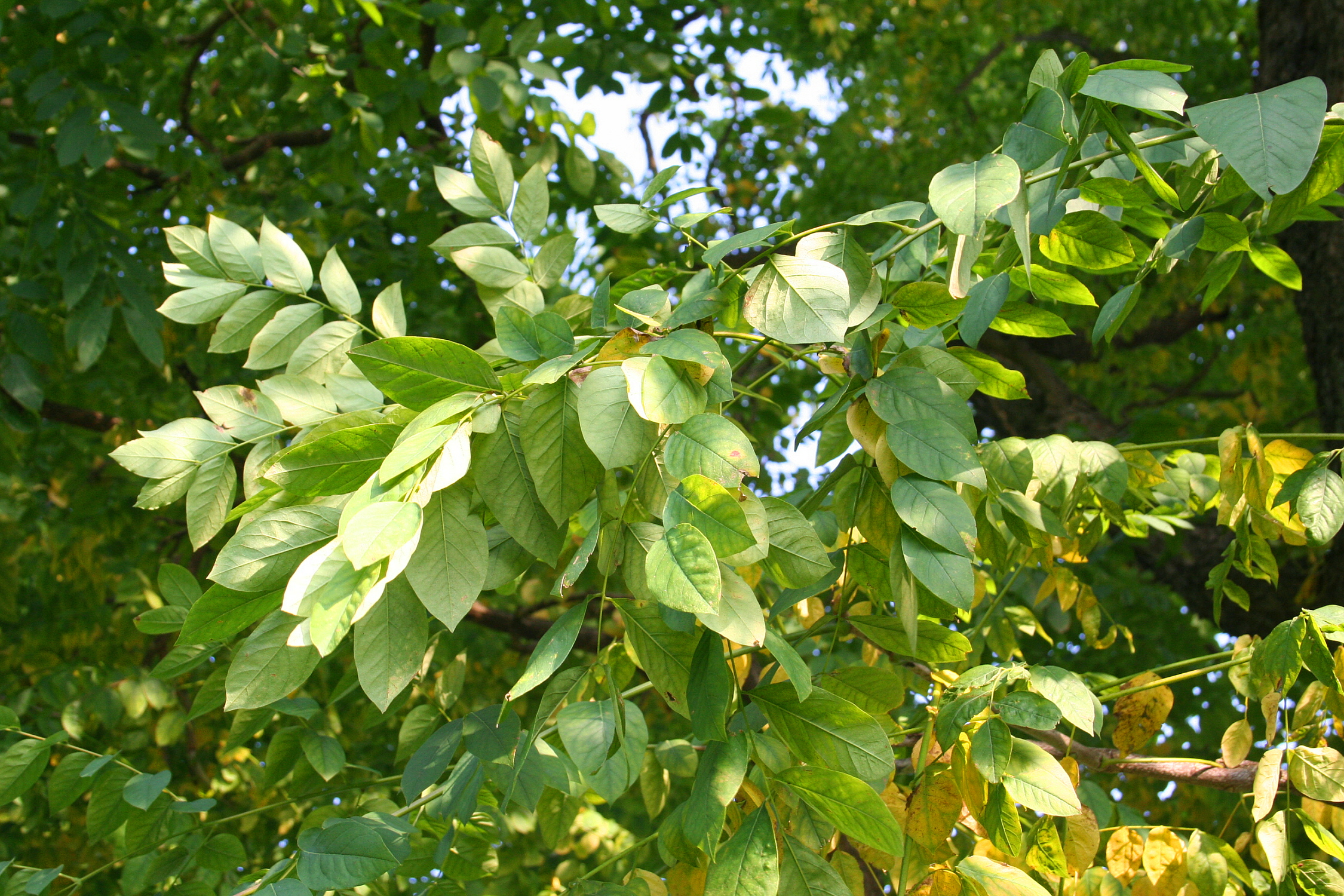
Amerikai vasfa (Gymnocladus dioicus)
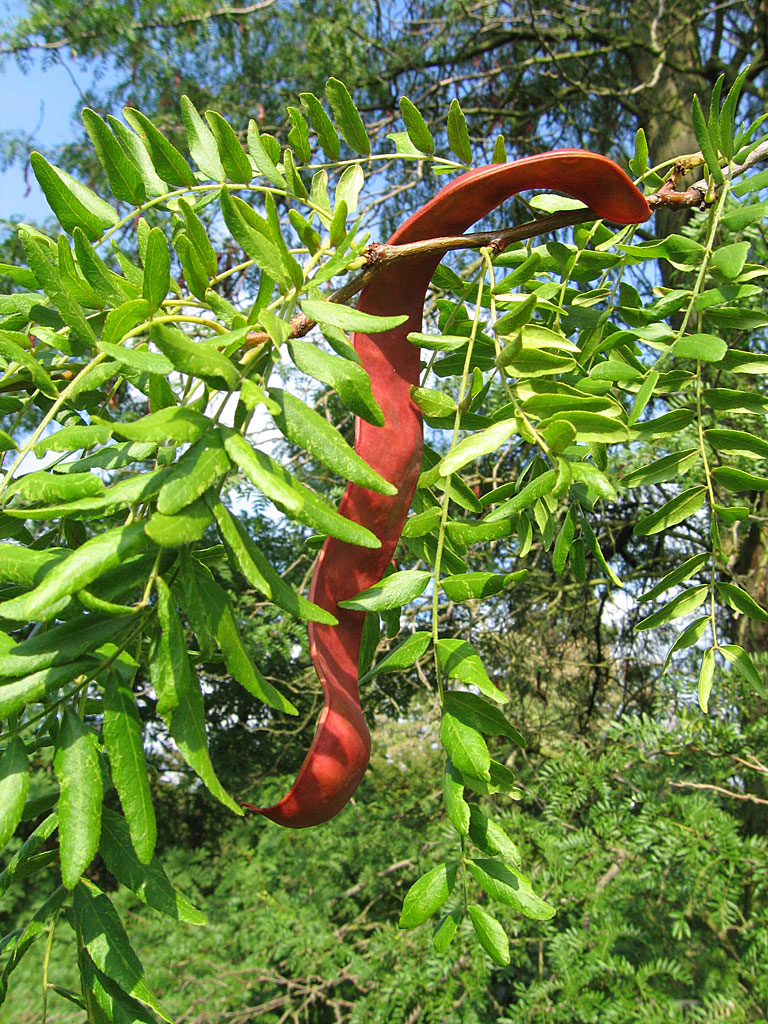
A lepényfa (Gleditsia triacanthos) termése
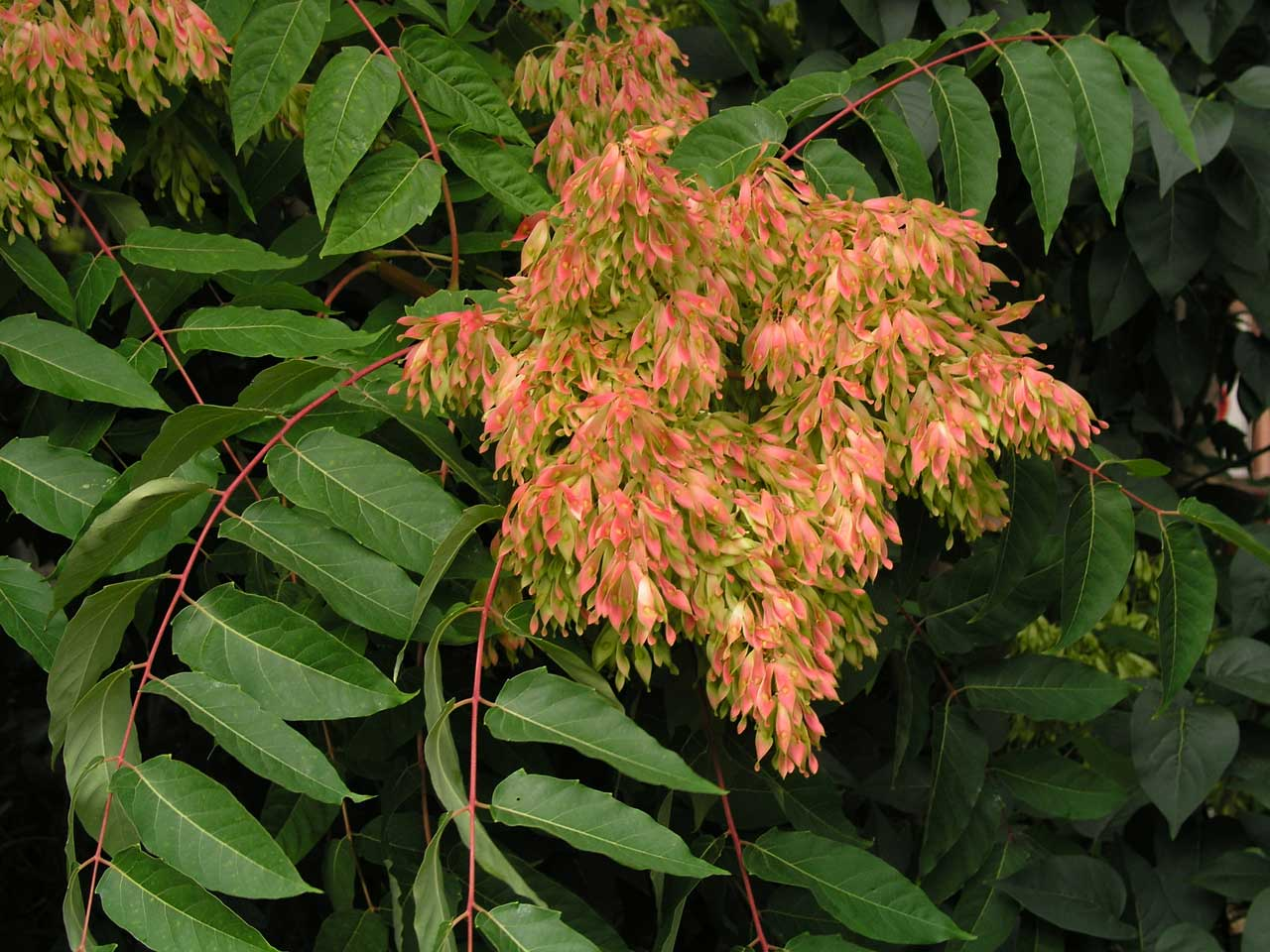
A bálványfa termése (Ailanthus altissima)
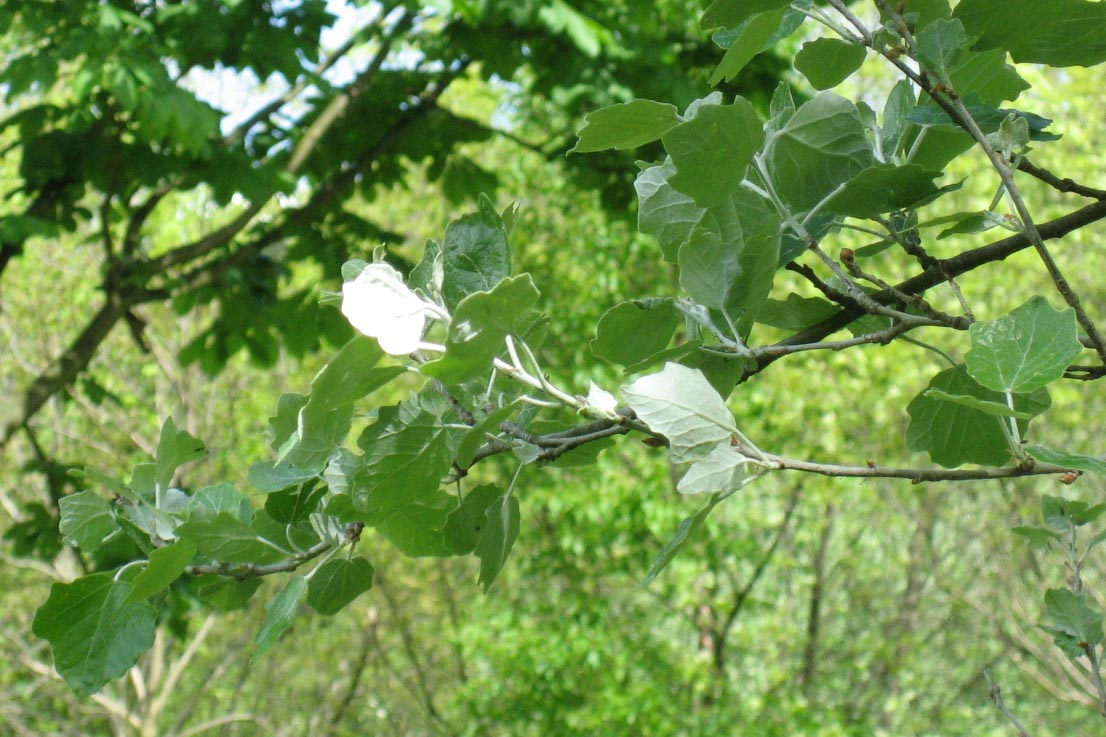
Fehér nyár
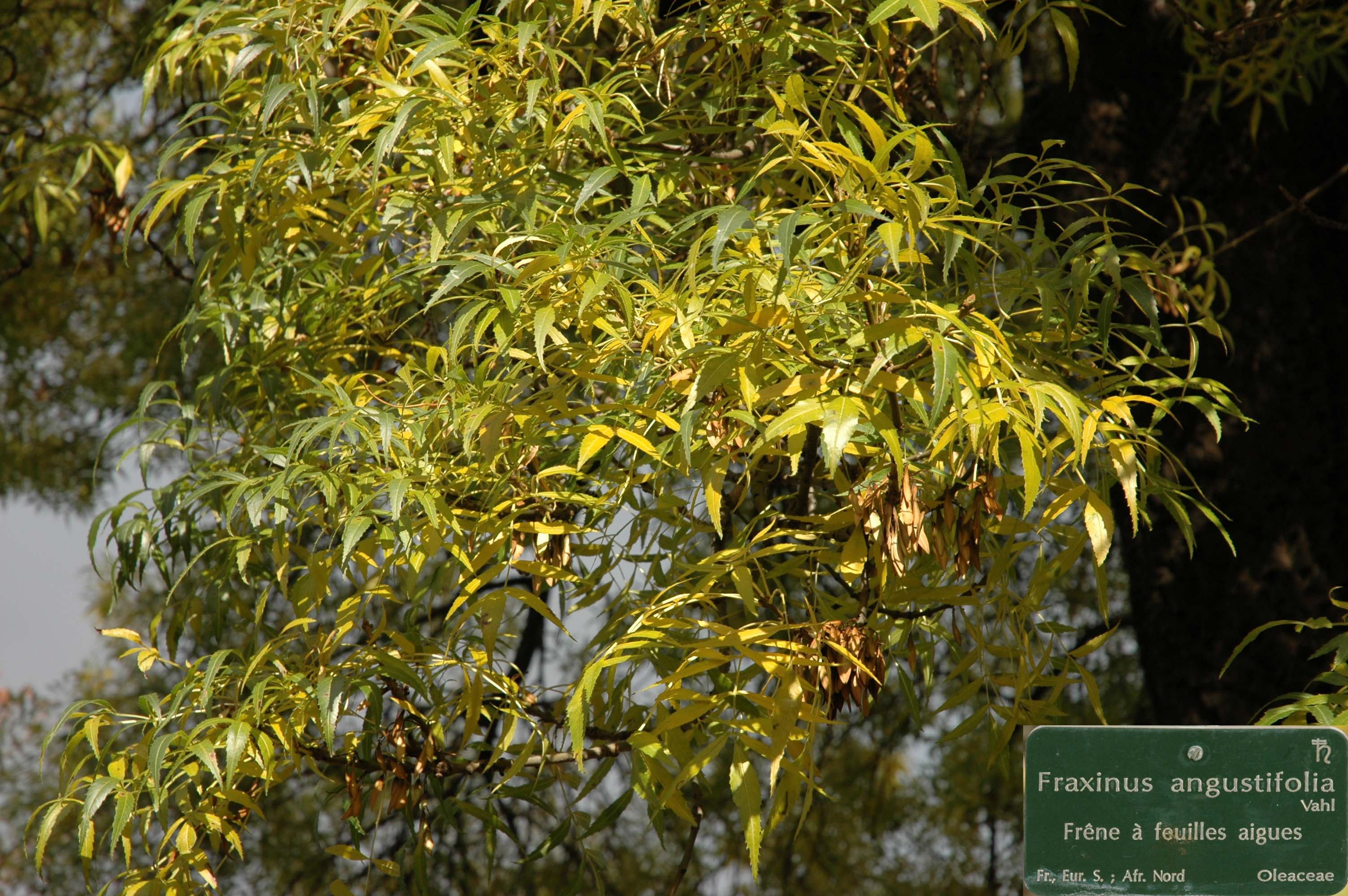
Keskenylevelű kőris
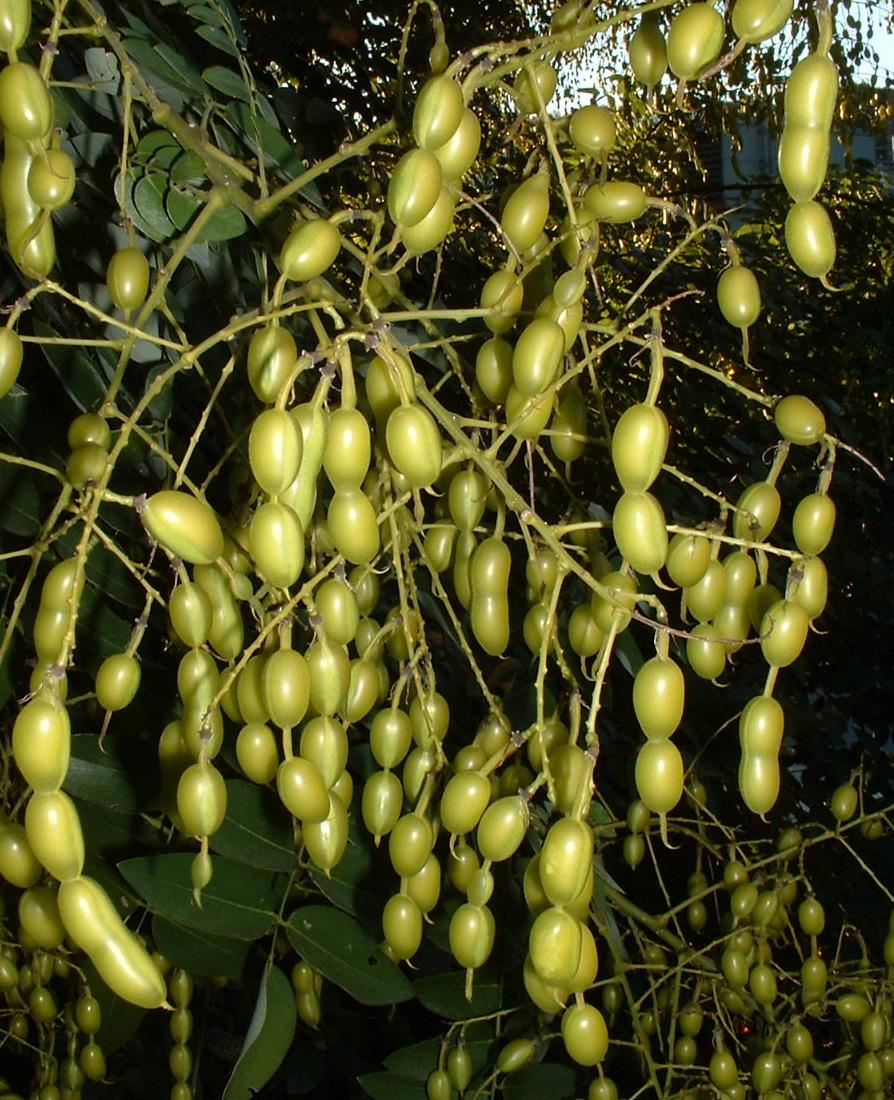
A közönséges pagodafa termése
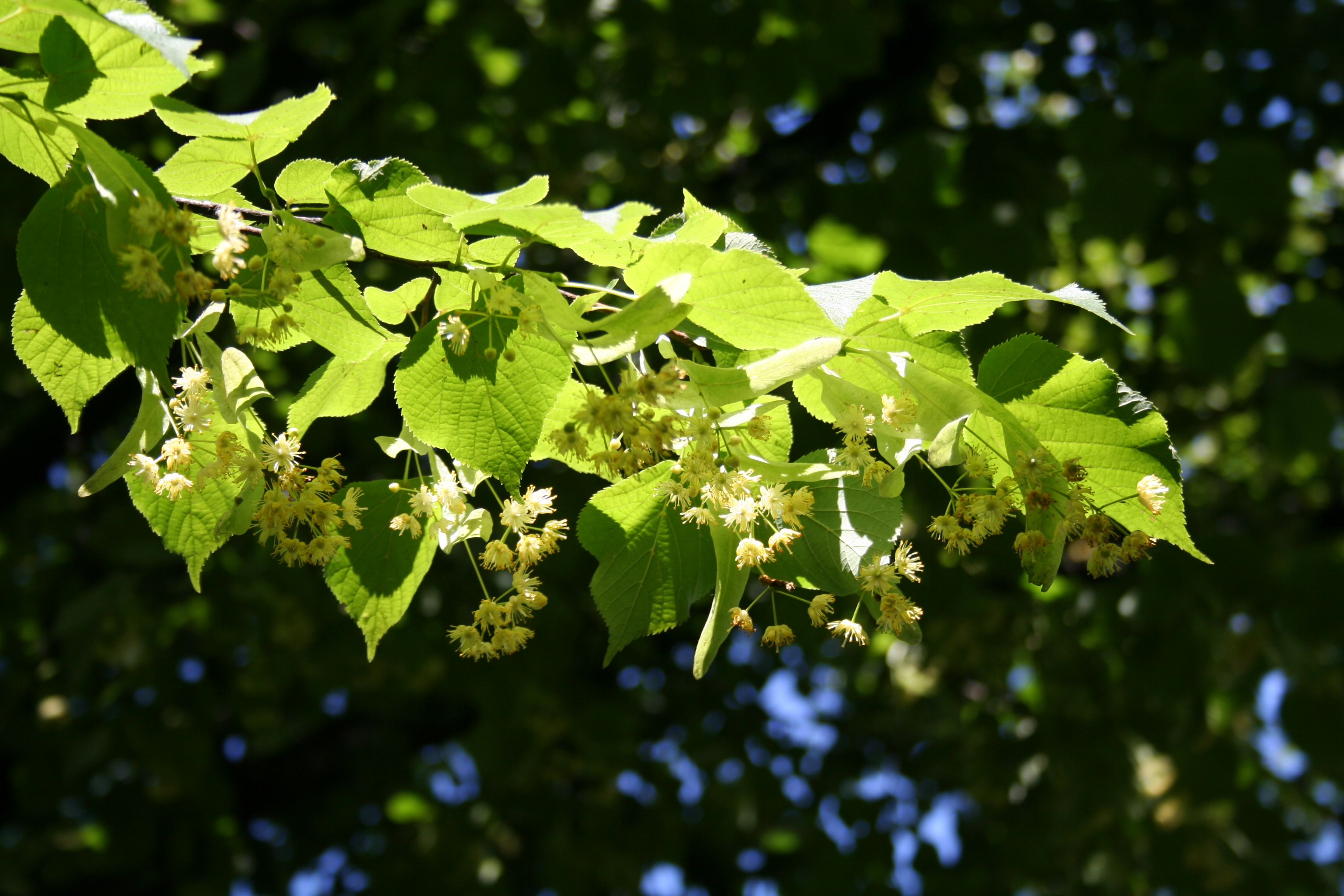
Kislevelű hárs virágzó ága
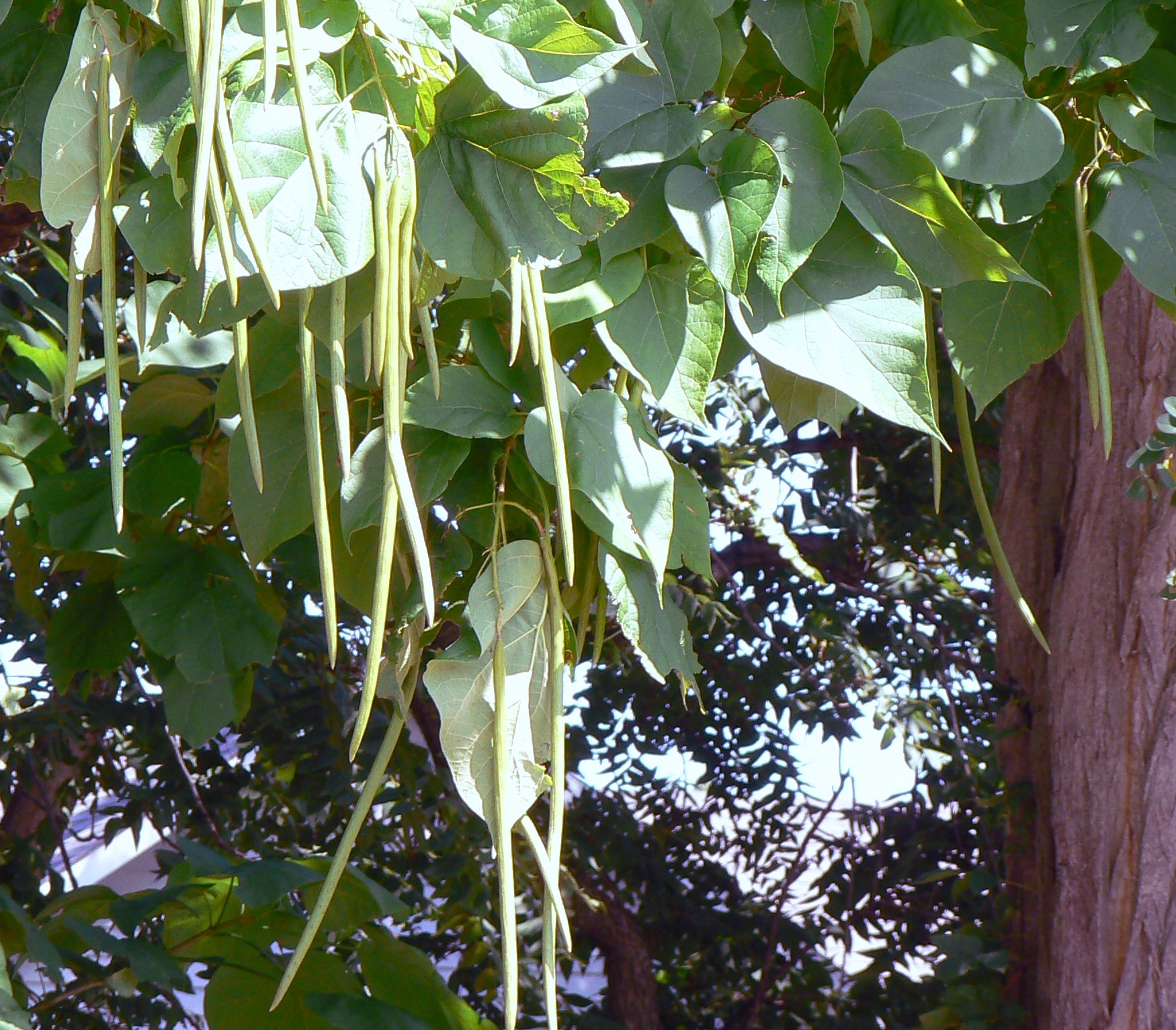
Szivarfa ága és termése
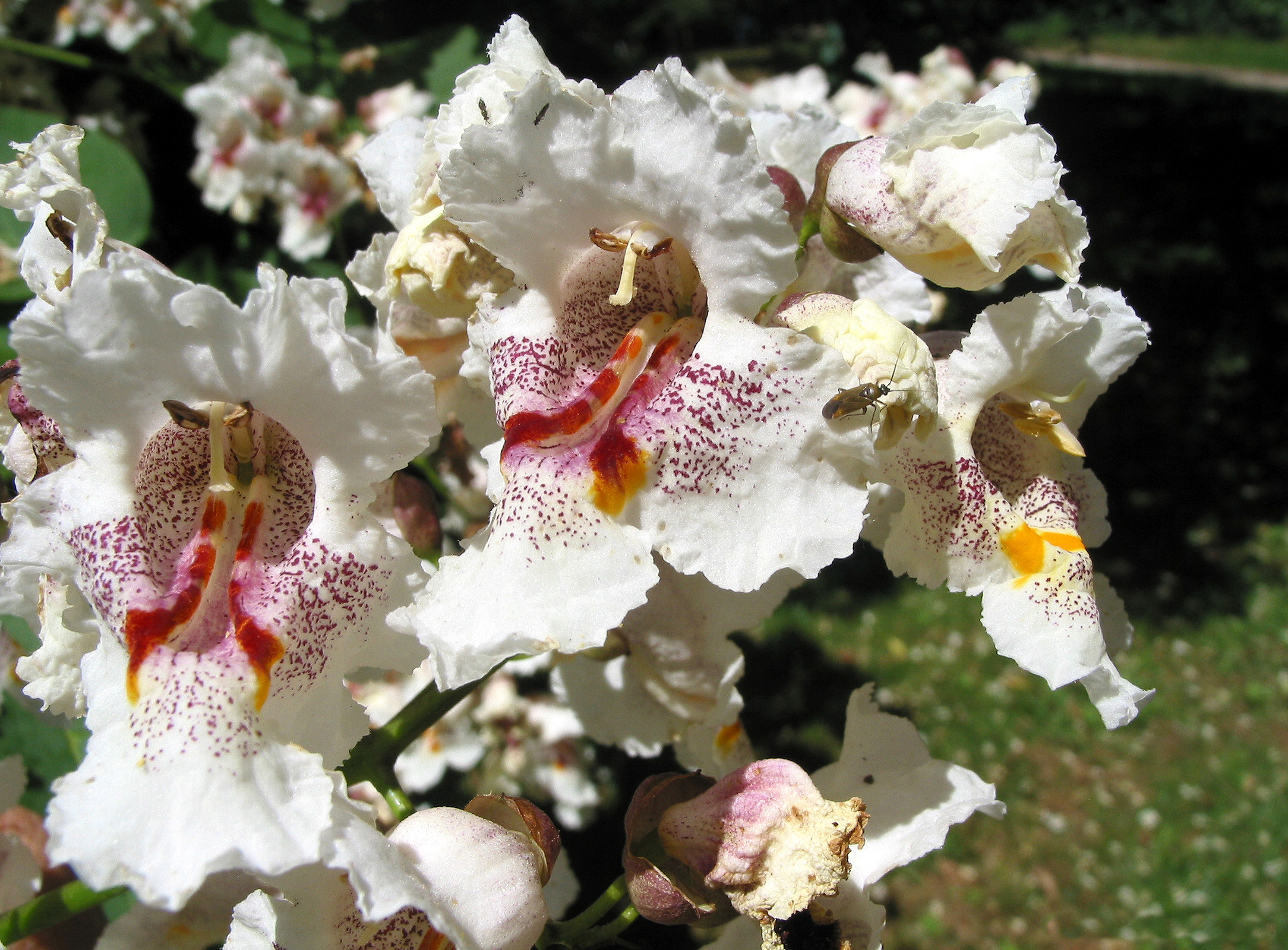
Szivarfa virága
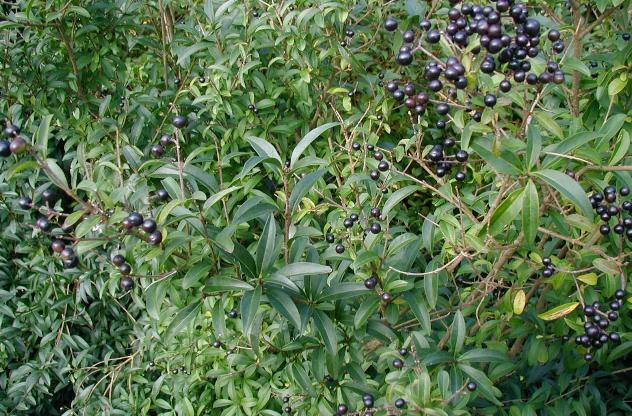
A fagyal termése
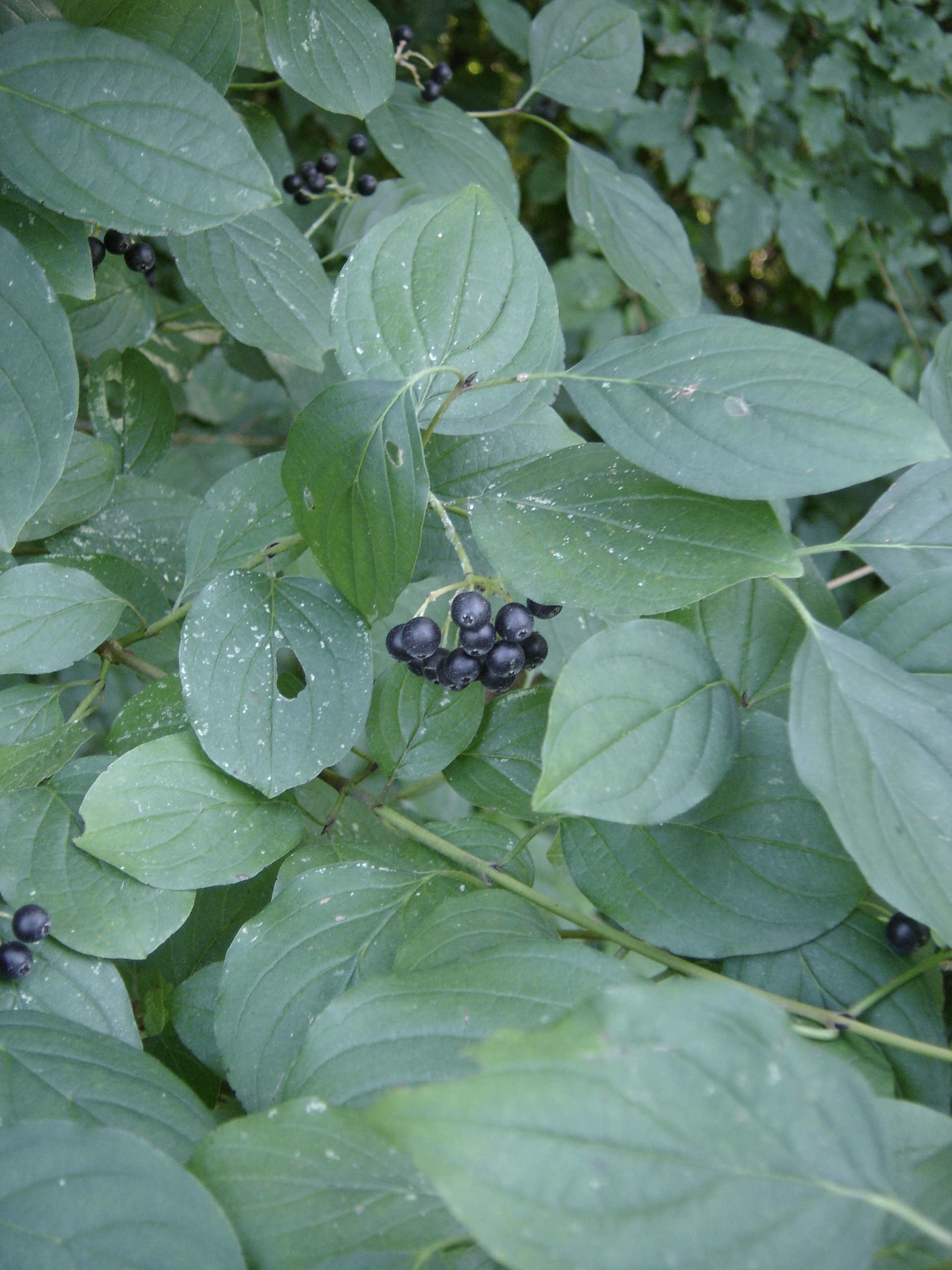
Veresgyűrűsom ága és termése
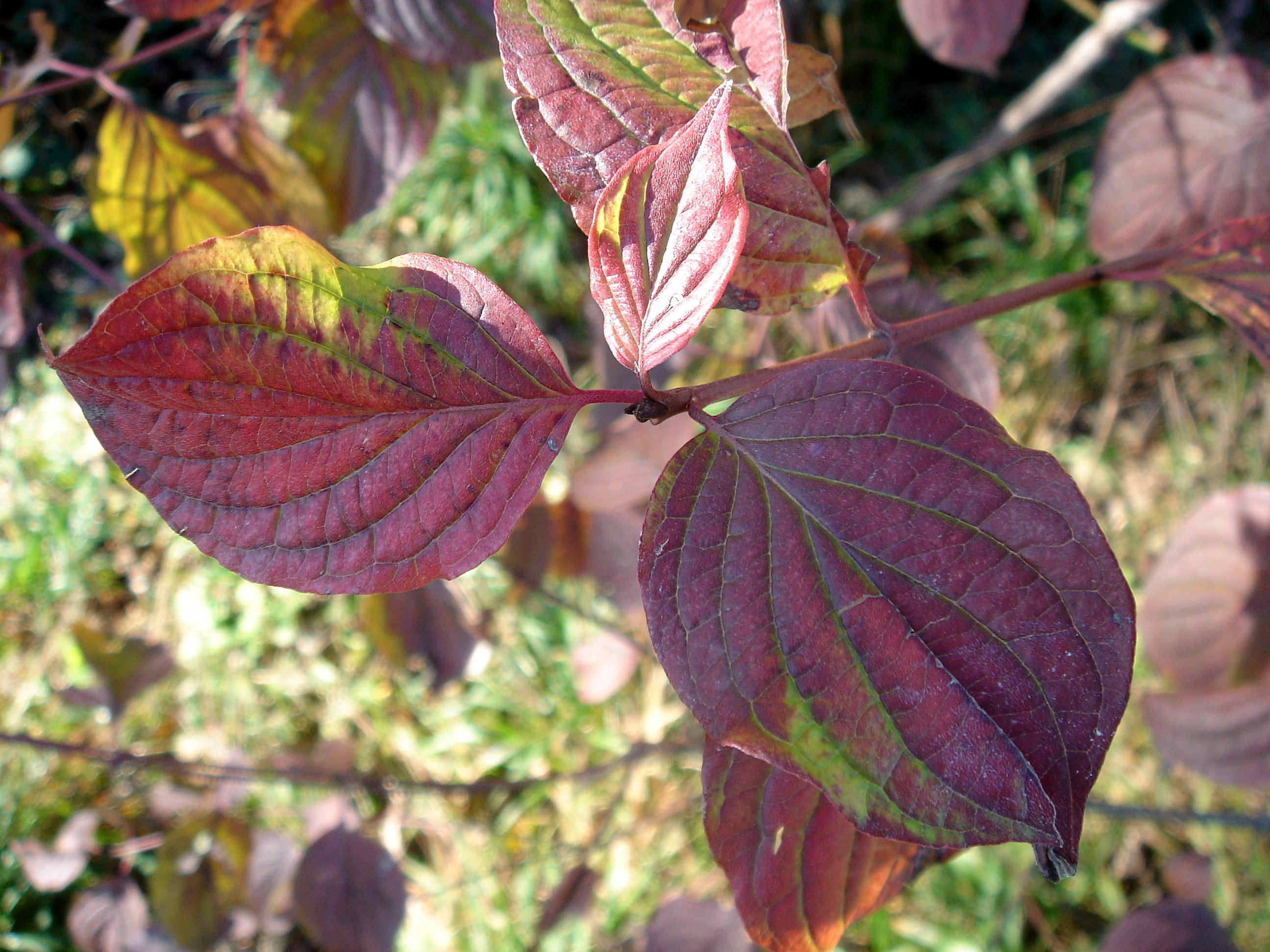
Veresgyűrűsom levele ősszel
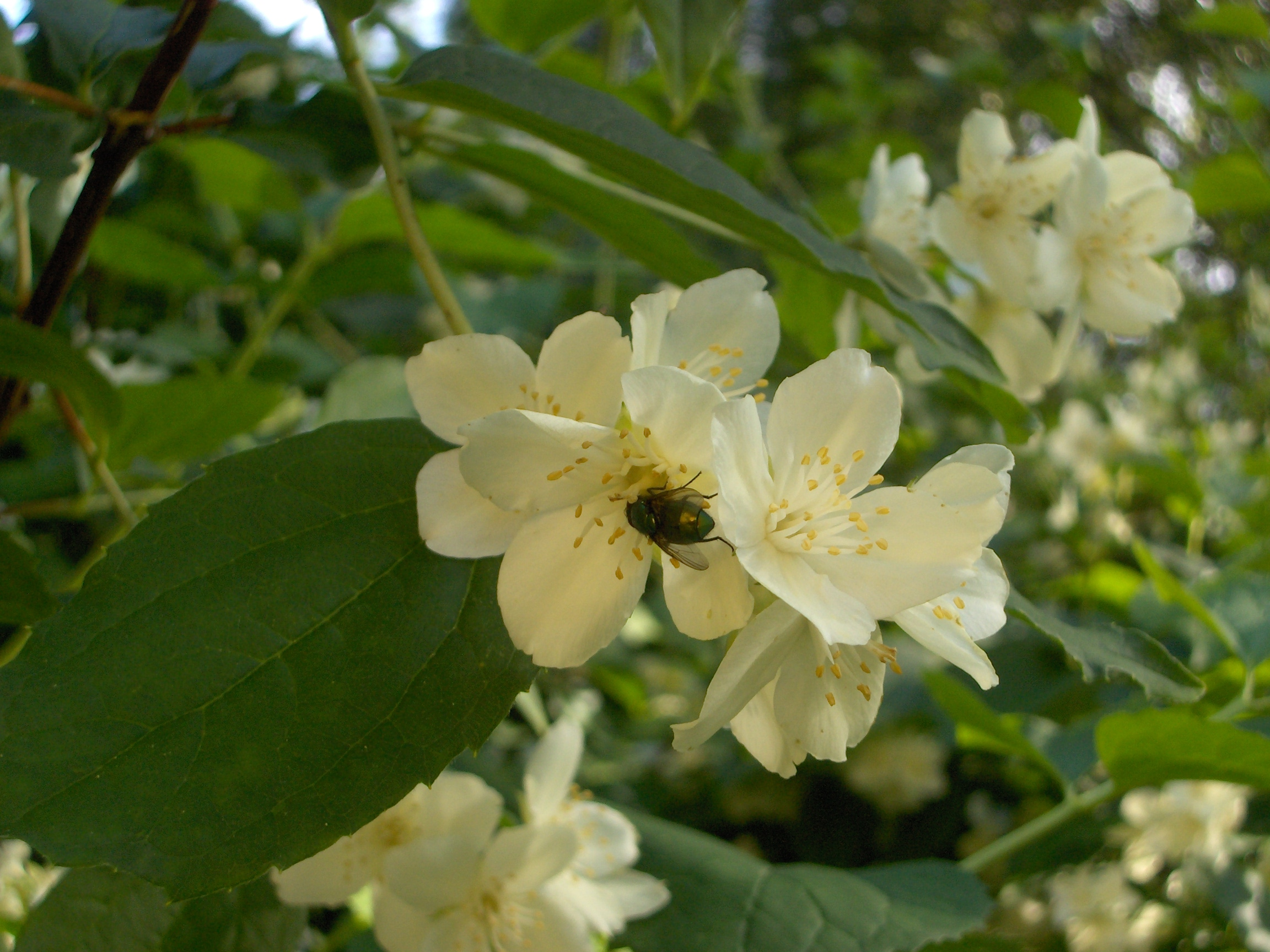
Jezsámen